# Lispe flavicornis
Lispe flavicornis este o specie de muște din genul Lispe, familia Muscidae. A fost descrisă pentru prima dată de Stein în anul 1909. Conform Catalogue of Life specia Lispe flavicornis nu are subspecii cunoscute.